# 西南女学院中学校・高等学校
西南女学院中学校・高等学校（せいなんじょがくいんちゅうがっこう・こうとうがっこう）は、福岡県北九州市小倉北区上到津一丁目にあるキリスト教系の私立中学校・高等学校である。
全日制普通科。1980年から中高一貫教育(併設型)を実施。北九州地区では最も早い実施であった。
アメリカの南部バプテスト連盟の宣教師、J・H・ロウにより設置されたミッションスクール、5年制の私立高等女学校である西南女学院を前身とし、現在の西南女学院の源流でもある。
併設校の西南女学院大学には推薦入学制度により一定数が進学可能。

## 建学の精神
感恩奉仕 (Gratitude and Service)

## 沿革
- 1922年 アメリカ南部バプテスト連盟宣教師J・H・ロウが創立者となり、5年制の私立高等女学校西南女学院創立。C・H・ロウ初代院長就任
- 1947年 学制改革により西南女学院中学校設置
- 1948年 学制改革により西南女学院高等学校設置
- 1979年 中学のある南陵敷地内に高等学校校舎を建設、高等学校北陵（小倉北区井堀）より移転
- 1980年 中高一貫教育開始

## 西南女学院中学校・高等学校出身の有名人
- 湖風珀（高等学校卒業、宝塚歌劇団・宙組・男役）
- 桜舞しおん（高等学校卒業、元宝塚歌劇団・花組・男役）
- 南紫音（高等学校卒業、ヴァイオリニスト）
- 原田佳奈（高等学校卒業、女優）
- 大西ゆか（高等学校卒業、ソプラノ歌手）
- 安河内眞美（高等学校卒業、古美術商・古美術鑑定士）
- 田代美代子（高等学校卒業、シャンソン歌手）
- 藤井一子（中学校卒業、アイドル）
- 奈良明佳（高等学校卒業、日経ラジオ社ニュースキャスター、アナウンサー)
- 親王塚貴子（高等学校卒業、女優）
- 山本詠美子（中学高等学校卒業、ミュージカル俳優、歌手、司会者）

## 交通アクセス
最寄りのバス停
- 西鉄バス「下到津四丁目」バス停より徒歩約7分
- 西鉄バス「下到津」バス停より徒歩約10分

最寄りの道路
- 北九州都市高速1号線 下到津ランプより車で約2分
- 国道3号戸畑バイパス
- 県道271号下到津戸畑線

## 併設校
- 西南女学院大学
- 西南女学院大学短期大学部
- 西南女学院大学短期大学部附属シオン山幼稚園